# Fausto Antonioli

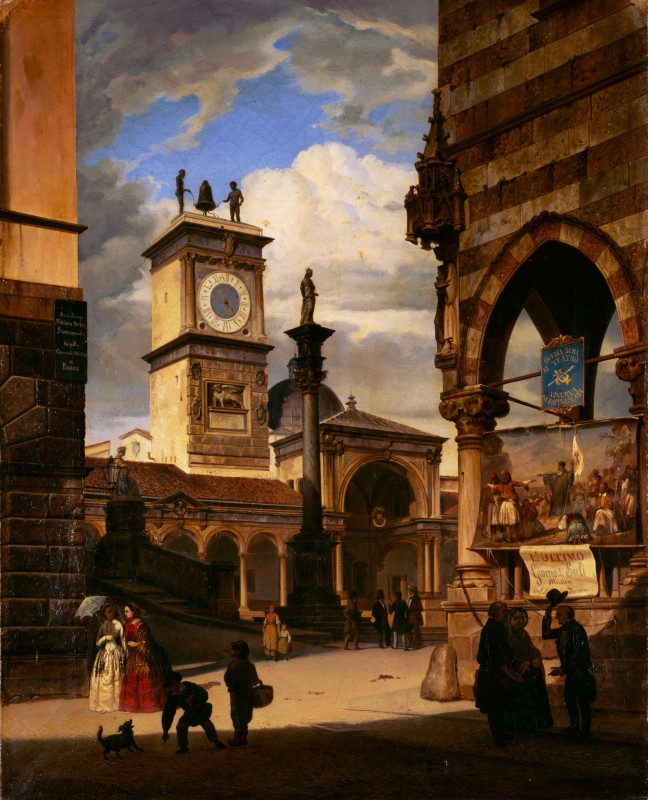
Veduta della piazza Contarena di Udine, 1856 (Fondazione Cariplo)

Fausto Antonioli (Bergamo, 9 luglio 1814 – Udine, 25 gennaio 1882) è stato un pittore italiano.

## Biografia
Originario di Bergamo, nel quarto decennio del secolo è allievo di Giuseppe Diotti presso l'Accademia Carrara completando, in seguito, la sua formazione presso l'Accademia di Belle Arti di Venezia, sotto la guida del pittore neoclassico Odorico Politi e del paesaggista Francesco Bagnara. Fin dai suoi esordi nel 1839 si distingue come ritrattista e per i suoi dipinti di paesaggio, con i quali si presenta nel 1844 all'Esposizione di Belle Arti dell'Accademia Carrara di Bergamo. La sua presenza è attestata anche a Firenze e Roma, dove esegue vedute prospettiche dei principali monumenti cittadini animate da scene di vita popolare. Attorno al 1850 si trasferisce definitivamente a Udine, dove ricopre un incarico di insegnamento presso la locale scuola di Arti e Mestieri. Con la sua pittura allineata ai dettami della tradizione accademica ottiene in breve il favore dell'aristocrazia friulana che gli commissiona vedute cittadine, oltre a numerosi ritratti e nature morte con fiori. Quest'ampia produzione si protrae fino agli anni Settanta e si caratterizza nella maturità per l'adozione di un realismo più intenso nei ritratti, non estraneo a suggestioni fotografiche. L'impiego di fotografie come fonte d'ispirazione, probabilmente, fu una pratica nota all'artista grazie all'amicizia stretta con il conte Augusto Gabriele Agricola, tra i primi sperimentatori della tecnica fotografica in Friuli.

## Opere
- Veduta della piazza Contarena di Udine (1856), olio su tela, Fondazione Cariplo